# Welcome (South Carolina)
Welcome er et område i Greenville County i South Carolina. Området har status som census-designated place (CDP), hvilket indebærer, at området ikke efter amerikansk administrativ inddeling er "incorporated", men derimod defineret i forhold til optælling af indbyggertal i området. Welcome har en befolkning på 6.390 indbyggere.

## Geografi
Welcome har et areal på 12.0 km².
34°49′20″N 82°26′54″V / 34.8222°N 82.4483°V